# Літак АН-132 (монета)
«Літа́к АН-132» — пам'ятна монета номіналом 5 гривень, випущена Національним банком України. Присвячена найбільшому багатоцільовому літаку Ан-132, який призначений для виконання широкого спектра завдань. Літак створений колективом Державного підприємства «Антонов».
Монету було введено в обіг 11 квітня 2018 року. Вона належить до серії «Літаки України».

## Опис монети та характеристики
| Номінал грн. | Метал      | Маса, грам | Діаметр, мм. | Якість виготовлення       | Гурт     | Тираж, штук                                        |
| ------------ | ---------- | ---------- | ------------ | ------------------------- | -------- | -------------------------------------------------- |
| 5            | нейзильбер | 16,54      | 35,0         | спеціальний анциркулейтед | рифлений | 40 000 (у тому числі 15 000 у сувенірній упаковці) |

### Аверс
На аверсі монети розміщено: угорі — напис «УКРАЇНА», під яким малий Державний Герб України; у центрі — стилізовану композицію: сонце, стилізоване крило та птахи; унизу номінал — «5/ ГРИВЕНЬ», рік карбування монети — «2018» (праворуч) та логотип Банкнотно-монетного двору Національного банку України (ліворуч).

### Реверс
На реверсі монети у центрі на дзеркальному тлі зображено літак Ан-132 та написи: «ЛІТАКИ УКРАЇНИ» (угорі) «АН-132», «AN-132» (унизу), між якими розміщено логотип «АН».

15000 монет із загального тиражу було випущено у буклетах
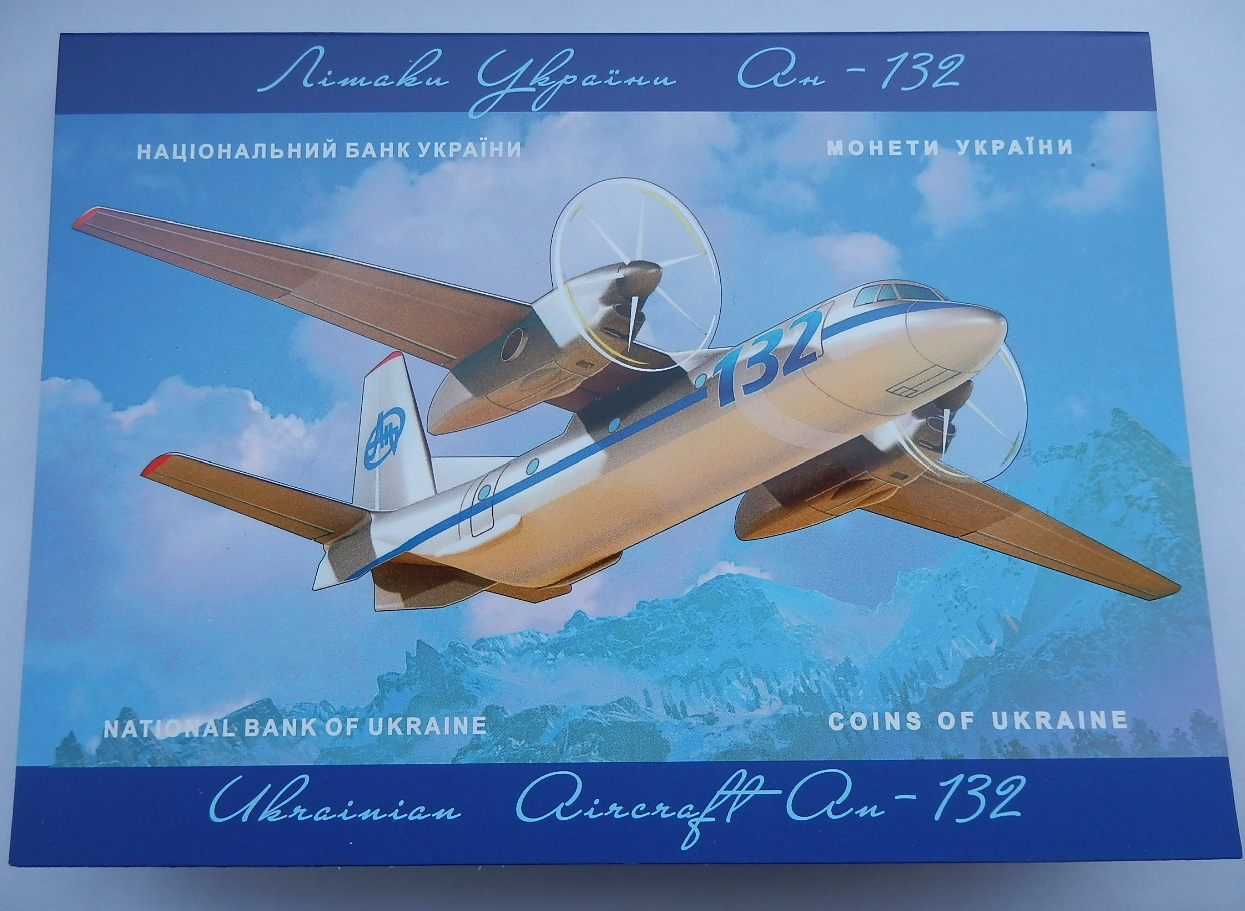
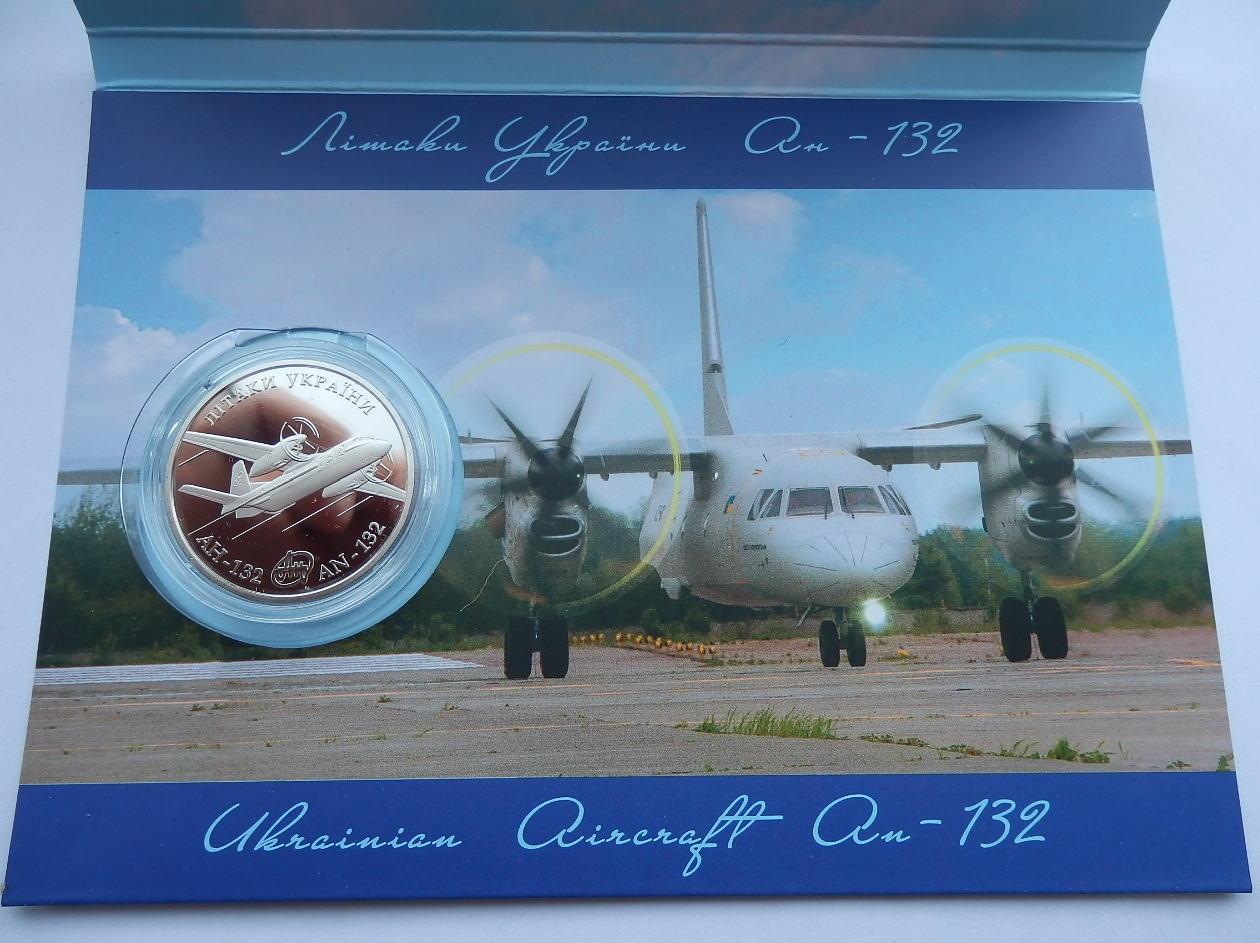
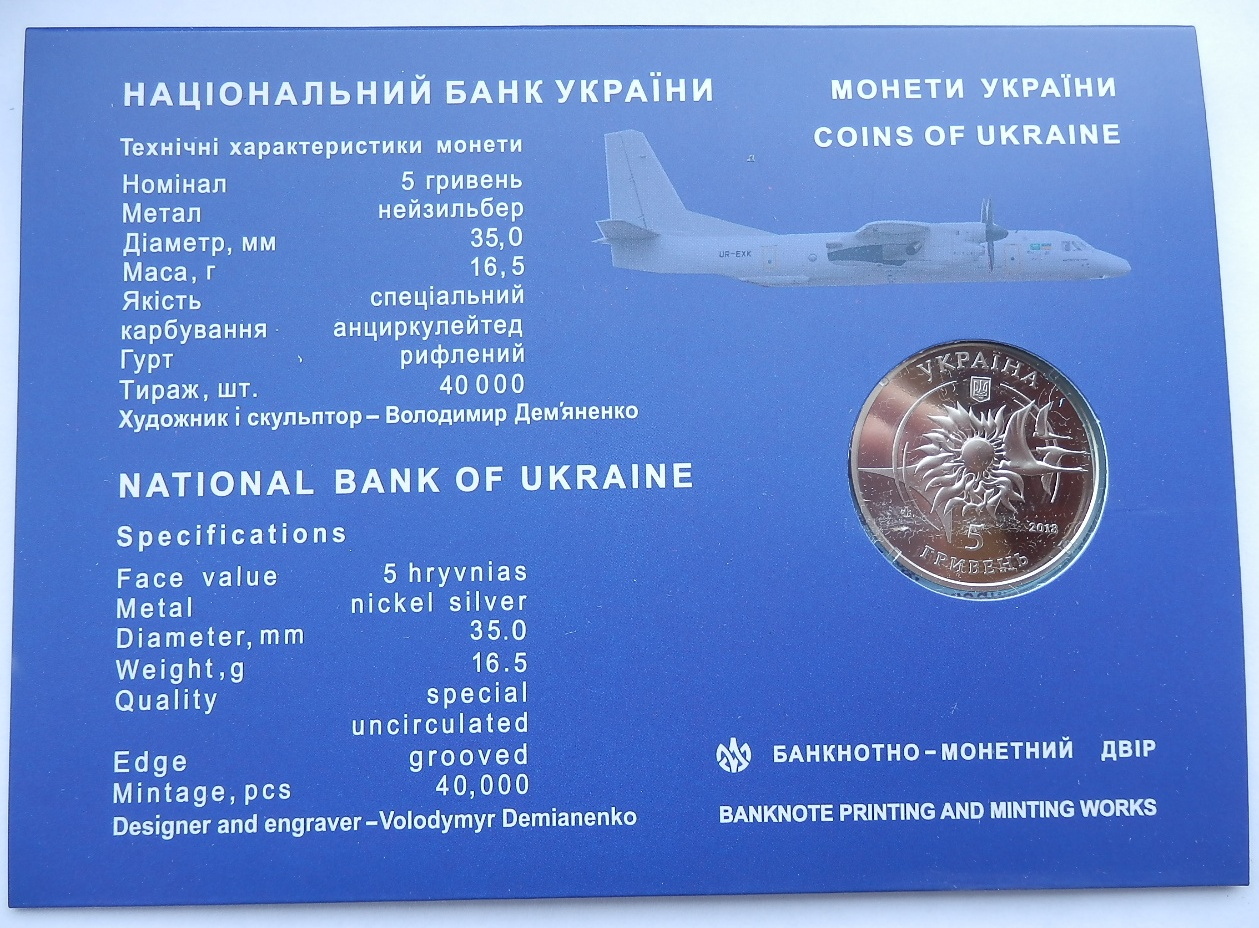

## Автори

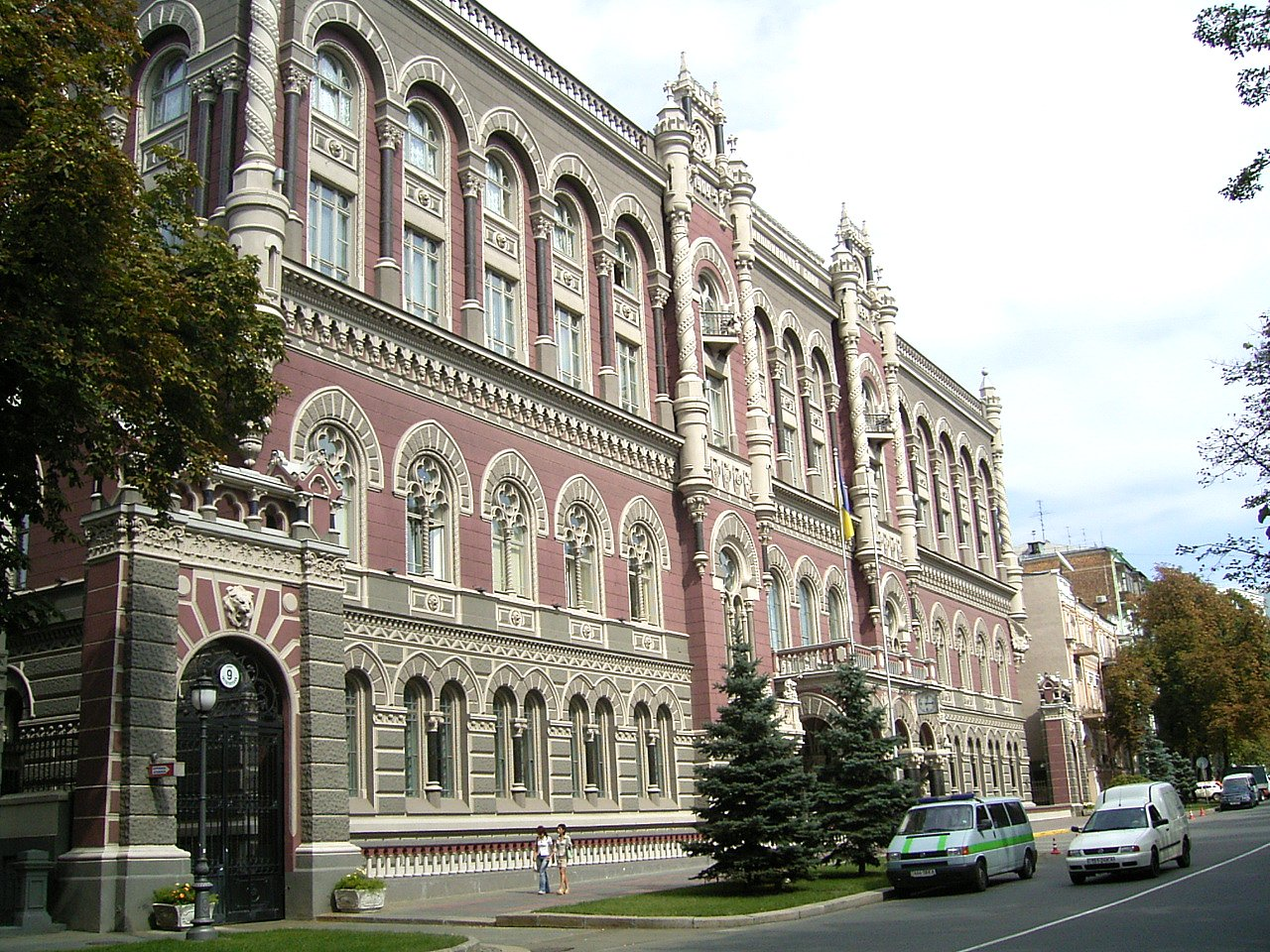
Будівля Національного банку України

- Художник — Дем'яненко Володимир.
- Скульптор — Дем'яненко Володимир.

## Вартість монети
Під час введення монети в обіг 2018 року, Національний банк України реалізовував монету через свої філії за ціною 51 гривня.
Фактична приблизна вартість монети, з роками змінювалася так:
| Рік        | 2018 | 2019 | 2020 | 2021 | 2022 | 2023 | 2024 | 2025 |
| ---------- | ---- | ---- | ---- | ---- | ---- | ---- | ---- | ---- |
| Ціна, грн. | 80   | 85   | 95   | 150  | 190  | 400  | 440  | 480  |